# Don’t Fall Apart on Me Tonight
Don't Fall Apart on Me Tonight – piosenka skomponowana przez Boba Dylana, nagrana przez niego w kwietniu 1983 r., wydana na albumie Infidels w listopadzie 1983 r.

## Historia i charakter utworu
Utwór ten został nagrany w studiu A Power Plant w Nowym Jorku 12 kwietnia 1983 r. Była to druga sesja nagraniowa tego albumu. Producentem sesji byli Mark Knopfler i Bob Dylan.
Piosenka, która niezależnie od punktu widzenia, jest oskarżana o męski szowinizm, nawet wtedy, jak chcą niektórzy, gdy jest ona traktowana jako pewnego rodzaju wyznanie zwątpienia w siebie, skierowane do kobiety, która symbolizuje związek narratora z rzeczywistością, podczas gdy on boryka się z erupcjami swojej kreatywności.

## Muzycy
- Bob Dylan - wokal, harmonijka, keyboard, gitara
- Mark Knopfler – gitara
- Mick Taylor – gitara
- Alan Clark - instrumenty klawiszowe
- Robbie Shakespeare – gitara basowa
- Sly Dunbar – perkusja
- Sammy Figueroa - instrumenty perkusyjne (wersja 11, overdubbing 8 maja 1983)

## Dyskografia
Albumy
- Infidels (1983)

## Wykonania piosenki przez innych artystów
- Aaron Neville – Grand Tour (1993)